# Димитров, Александр (коммунист)
Александар Дмитров Николов (болг. Александар Димитров Николов; 26 декабря 1909, Бугариево — 17 мая 1944, Пловдив) — болгарский рабочий, деятель движения Сопротивления, один из руководителей Рабочего молодёжного союза.

## Биография
Родился в 1909 году в салоникском селе Бугариево (ныне Греция). В раннем возрасте переехал в Болгарию, работал на табачной фабрике Пловдива. В 1927 году стал организатором отделения Рабочего молодёжного союза в городе, в 1932 году стал секретарём оргкома РМС в Пловдиве. В конце 1932 года был избран в ЦК РМС, работал там до 1934 года, некоторое время проживал в Софии.
Окончил Международную ленинскую школу в Москве в 1936 году, работал в едином молодёжном фронте Болгарии. Делегат на Парижской международной молодёжной конференции за мир в 1937 году, один из руководителей крупной стачки пловдивских рабочих в 1940 году. Секретарь ЦК РМС с 1939 по 1941 годы, с февраля 1941 года член ЦК БРП(к).
С 1941 по 1943 годы был узником лагерей Гонда-Вода и Крастополе. В начале 1944 года занялся организационной работе в Пловдиве. Издавал молодёжный журнал «Жар» с 1936 года, а с 1940 по 1944 годы был редактором подпольных журналов «Молодёжная искра» (болг. Младежка искра) и «Трезвость и культура» (болг. Трезвост и култура).
Убит полицейскими 17 мая 1944.